# Supercopa d'Europa de futbol 2009
La Supercopa d'Europa de futbol 2009 és una competició que enfrontà al campió de la Lliga de Campions 2008-09, el FC Barcelona, i el guanyador de la Copa de la UEFA 2008-2009, el FC Xakhtar Donetsk. El partit es jugà el 28 d'agost del 2009 a l'Estadi Louis II de Mònaco, a continuació del sorteig de la Lliga de Campions de la UEFA i de l'Europa League al Fòrum Grimaldi.
Aquest fou el primer cop que els dos equips s'enfrontaven d'ençà que ho feren al Grup C de l'anterior edició de la UEFA Champions League.

## Seu
L'Estadi Louis II de Mònaco havia estat la seu de la Supercopa d'Europa cada any des de 1998. Bastit el 1985, l'estadi és també la seu de l'AS Monaco, que juga la lliga francesa de futbol.

## Equips
| Equip              | Qualificació                                      | Participacions prèvies (la negreta indica victòria) |
| ------------------ | ------------------------------------------------- | --------------------------------------------------- |
| FC Barcelona       | Campió de la Lliga de Campions de la UEFA 2008-09 | 1979, 1982, 1989, 1992, 1997, 2006                  |
| FC Xakhtar Donetsk | Campió de la Copa de la UEFA 2008–09              | Cap                                                 |

## El partit
| FC Barcelona | 1 – 0 (pròrr.) | FC Xakhtar Donetsk |
| ------------ | -------------- | ------------------ |
| Pedro 115'   | Acta           |                    |

| FC Barcelona | FC Xakhtar Donetsk |

| FC BARCELONA:          |    |                    |       |      |
|                        |    |                    |       |      |
| GK                     | 1  | Víctor Valdés      |       |      |
| RB                     | 2  | Daniel Alves       |       |      |
| CB                     | 5  | Carles Puyol (c)   |       |      |
| CB                     | 3  | Gerard Piqué       |       |      |
| LB                     | 22 | Éric Abidal        |       |      |
| DM                     | 24 | Yaya Touré         |       | 100' |
| CM                     | 6  | Xavi               |       |      |
| CM                     | 15 | Seydou Keita       |       |      |
| RW                     | 10 | Lionel Messi       | 90+3' |      |
| LW                     | 14 | Thierry Henry      |       | 96'  |
| CF                     | 9  | Zlatan Ibrahimović |       | 81'  |
| Suplents:              |    |                    |       |      |
| GK                     | 13 | José Manuel Pinto  |       |      |
| DF                     | 19 | Maxwell            |       |      |
| DF                     | 33 | Marc Muniesa       |       |      |
| MF                     | 16 | Sergi Busquets     |       | 100' |
| MF                     | 17 | Pedro              | 107'  | 81'  |
| FW                     | 7  | Eiður Guðjohnsen   |       |      |
| FW                     | 11 | Bojan Krkić        |       | 96'  |
| Entrenador:            |    |                    |       |      |
| Josep Guardiola i Sala |    |                    |       |      |

| FC XAKHTAR DONETSK: |    |                    |       |     |
|                     |    |                    |       |     |
| GK                  | 30 | Andriy Pyatov      |       |     |
| RB                  | 33 | Darijo Srna (c)    | 65'   |     |
| CB                  | 5  | Oleksandr Kútxer   | 90+3' |     |
| CB                  | 27 | Dmitrò Txigrinski  |       |     |
| LB                  | 26 | Răzvan Raţ         |       |     |
| CM                  | 19 | Oleksiy Gai        |       | 80' |
| CM                  | 3  | Tomáš Hübschman    |       |     |
| RW                  | 11 | Ilsinho            | 55'   |     |
| LW                  | 22 | Willian            |       | 91' |
| SS                  | 7  | Fernandinho        |       | 80' |
| CF                  | 17 | Luiz Adriano       |       |     |
| Suplents:           |    |                    |       |     |
| GK                  | 12 | Rustam Khudzhamov  |       |     |
| DF                  | 36 | Oleksandr Chyzhov  |       |     |
| MF                  | 8  | Jádson             |       | 80' |
| MF                  | 14 | Vasyl Kobin        | 119'  | 80' |
| MF                  | 28 | Oleksiy Polyanskyi |       |     |
| FW                  | 21 | Oleksandr Hladkyi  |       |     |
| FW                  | 77 | Julius Aghahowa    |       | 91' |
| Entrenador:         |    |                    |       |     |
| Mircea Lucescu      |    |                    |       |     |

| Àrbitres assistents: Peter Hermans (Bèlgica) Walter Vromans (Bèlgica) Quart àrbitre: Paul Allaerts (Bèlgica) | Regles del partit - 90 minuts. - 30 minuts de temps afegit en cas necessari. - Tanda de penals en cas d'empat després del temps afegit. - Set suplents disponibles. - Tres canvis permesos com a màxim. |

| Supercopa d'Europa 2009   |
| ------------------------- |
| Catalunya                 |
| FC Barcelona Tercer títol |

### Estadístiques
|                       | FC Barcelona | FC Xakhtar Donetsk |
| --------------------- | ------------ | ------------------ |
| Gols marcats          | 0            | 0                  |
| Xuts totals           | 6            | 1                  |
| Xuts entre els 3 pals | 1            | 0                  |
| Recuperacions         | 0            | 1                  |
| Possessió             | 66%          | 34%                |
| Llanç. de córner      | 6            | 0                  |
| Faltes comeses        | 6            | 5                  |
| Fores de joc          | 0            | 3                  |
| Targetes grogues      | 0            | 0                  |
| Targetes vermelles    | 0            | 0                  |

|                       | FC Barcelona | FC Xakhtar Donetsk |
| --------------------- | ------------ | ------------------ |
| Gols marcats          | 0            | 0                  |
| Xuts totals           | 11           | 3                  |
| Xuts entre els 3 pals | 6            | 1                  |
| Recuperacions         | 1            | 6                  |
| Possessió             | 63%          | 37%                |
| Llanç. de córner      | 6            | 0                  |
| Faltes comeses        | 5            | 7                  |
| Fores de joc          | 1            | 1                  |
| Targetes grogues      | 1            | 3                  |
| Targetes vermelles    | 0            | 0                  |

|                       | FC Barcelona | FC Xakhtar Donetsk |
| --------------------- | ------------ | ------------------ |
| Gols marcats          | 1            | 0                  |
| Xuts totals           | 6            | 3                  |
| Xuts entre els 3 pals | 3            | 2                  |
| Recuperacions         | 2            | 2                  |
| Possessió             | 55%          | 45%                |
| Llanç. de córner      | 3            | 0                  |
| Faltes comeses        | 4            | 6                  |
| Fores de joc          | 1            | 2                  |
| Targetes grogues      | 1            | 1                  |
| Targetes vermelles    | 0            | 0                  |

|                       | FC Barcelona | FC Xakhtar Donetsk |
| --------------------- | ------------ | ------------------ |
| Gols marcats          | 1            | 0                  |
| Xuts totals           | 23           | 7                  |
| Xuts entre els 3 pals | 10           | 3                  |
| Recuperacions         | 3            | 9                  |
| Possessió             | 62%          | 38%                |
| Llanç. de córner      | 15           | 0                  |
| Faltes comeses        | 15           | 18                 |
| Fores de joc          | 2            | 6                  |
| Targetes grogues      | 2            | 4                  |
| Targetes vermelles    | 0            | 0                  |